# 판초 곤살레스

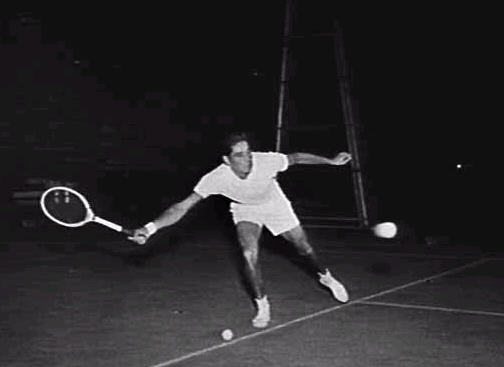
1954년 오스트레일리아에서 연습 중인 곤살레스.

리카르도 알론소 곤살레스(Ricardo Alonso González, 1928년 5월 9일 ~ )는 1950년대부터 1960년대 초 사이에 8년간 세계 랭킹 1위에 올랐던 테니스 선수이다.
거의 대부분 독학으로 테니스를 배운 그는 1940년대 후반 아마추어로 활동하면서 U.S. 챔피언십에서 두 번 우승하는 등 우수한 성적을 거두었다. 이후 1950년대에서 1960년대까지는 프로로 전향하여 프로 선수로 활동하면서 수 차례 세계 랭킹 1위를 기록하는 등 역시 뛰어난 성적을 기록하였다. 이 때문에 그는 현재까지도 테니스 역사상 가장 뛰어난 선수 중 한 명으로 평가받는다. 1999년 스포츠 일러스트레이티드지에 실린 20세기 가장 인기있었던 운동 선수 20인에 대한 기사에서 곤살레스는 다음과 같은 언급과 함께 15위에 랭크되었다. "만일 지구의 운명이 테니스 경기에 걸리게 된다면, 사람들은 인류를 위해 리카도 알론소 곤살레스가 서브해주길 바랄 것이다." 유명한 테니스 해설자였던 버드 콜린스는 2006년 8월 MSNBC.com에 기고한 글에서 이 표현을 흉내내어 다음과 같이 썼다. "만일 나의 생명을 걸고 경기를 해줄 사람을 고르라면, 나는 판초 곤살레스를 택할 것이다."